# Fritz Sperling (Politiker)
Fritz Sperling (* 11. Oktober 1911 in Algringen, Deutsches Reich; † 21. April 1958) war ein deutscher Politiker (KPD) und Widerstandskämpfer gegen den Nationalsozialismus. Er wurde ein Opfer innerparteilicher Säuberungen in der DDR.

## Leben
Der 1911 in Algringen (Lothringen) geborene Sperling wuchs als Sohn eines Bergarbeiters im Ruhrgebiet auf. Nach Abschluss der Volksschule in Duisburg erlernte er den Beruf des Buchhalters. Zunächst in der sozialdemokratischen Arbeiterjugend aktiv, trat er 1931 dem Kommunistischen Jugendverband Deutschlands (KJVD) und 1932 der KPD bei. Nach der Machtübernahme der Nationalsozialisten wurde Sperling am 2. März 1933 verhaftet und für mehrere Monate in Schutzhaft genommen. Nach seiner Freilassung setzte er seine Aktivitäten gegen die NS-Diktatur, teilweise auch aus dem europäischen Ausland, fort. 1935 begab er sich mit seiner damaligen Freundin Elvira Nieper nach Moskau, um eine Ausbildung der Kommunistischen Internationale an der Lenin-Schule zu absolvieren. Seinen 1937 geborenen Sohn Ernst ließ er nach seiner Ausbildung in einem Kinderheim in Iwanowo zurück und emigrierte in die Schweiz. Dort setzte er seine Arbeit für die KPD fort und brachte unter anderem Flugblätter nach Süddeutschland.
Er beteiligte sich an der Gründung der „Bewegung Freies Deutschland“. Infolge von Ermittlungen gegen Jakob Hug und Susanne Schüle wurden die Schweizer Ermittler auch auf Fritz Sperling aufmerksam. 1941 wurde er wegen „fortgesetzter kommunistischer Tätigkeit und Propaganda“ verhaftet und interniert. Bis zum Frühjahr 1943 verblieb er in Einzelhaft. Die vorgesehene Abschiebung nach Deutschland wurde aufgrund der ihm dort drohenden Todesstrafe nicht in die Tat umgesetzt. Stattdessen musste Sperling im Sonderlager für Linksextremisten in Gordola (Tessin) arbeiten.
Kurz nach der deutschen Kriegsniederlage, im Juli 1945, kehrte Sperling nach Deutschland zurück und wurde KPD-Landesvorsitzender in Bayern. Der 15. KPD-Parteitag im April 1946 delegierte Sperling neben elf weiteren Spitzenfunktionären (u. a. Kurt Müller, Walter Fisch, Max Reimann und Albert Buchmann) in den Parteivorstand der SED. Er – wie auch die anderen elf – mussten auf Anordnung der westlichen Besatzungsmächte jedoch wieder ausscheiden, da die SED im Westen nicht zugelassen war. 1947 heiratete er Lydia Hug, die er im Schweizer Exil kennengelernt hatte. Mit der Bildung des KPD-Parteivorstandes im April 1948 wurde er eines der fünf Sekretariatsmitglieder. Als solcher begrüßte er anfangs die aus Moskau gesteuerten parteiinternen Säuberungen im Zuge der Noel-Field-Affäre. Nach der Verhaftung Kurt Müllers wurde er 1950 dessen Nachfolger als stellvertretender KPD-Vorsitzender. Infolge während der Haft in Internierungslagern erlittener Gesundheitsschäden sollte Sperling im Regierungskrankenhaus der DDR auf Einladung der SED behandelt werden. In Berlin wurde er Anfang Februar 1951 im Auftrag der SED seines Postens im Parteivorstand enthoben, am 26. Februar verhaftet und in das Untersuchungsgefängnis der Staatssicherheit in Berlin-Hohenschönhausen gebracht. Grund für seine Verhaftung war seine Haltung im Schweizer Exil. Ein ordentlicher Haftbefehl erfolgte erst am 17. April 1953. In Hohenschönhausen wurde Sperling sowohl vom KGB als auch vom MfS Tag und Nacht verhört und unter Einsatz von Foltermethoden zu einem falschen Geständnis gezwungen.

„Ich wurde mit Fäusten geschlagen, ich wurde mit einem Vierkantlineal aus Stahl geschlagen. Bei einer Vernehmung wurde ich an den Tisch gesetzt. Der Chef der sowjetischen Vernehmer-Brigade, welcher neben mir saß, schlug mir mit der flachen Hand in kurzen Intervallen an das kranke Herz, obwohl er wusste, dass ich zweimal einen Herzinfarkt hatte. Diese Tortur dauerte etwa zwei Stunden. In derselben Nacht wurde ich an die Schienbeine getreten, mit den Fäusten auf den Kopf geschlagen, und es wurden mir Haare ausgerissen. Bei einer anderen Vernehmung, die ohne Zeugen durchgeführt wurde, wurde mir die Brille zerschlagen. Die Platinfassung der Brille wurde gestohlen.“

Anschließend wurde er ins Stasi-Gefängnis nach Berlin-Lichtenberg verlegt. Nach zweieinhalbjähriger Untersuchungshaft wurde er am 18. März 1954 vom Obersten Gericht der DDR als „Kriegsverbrecher, Faschist und Agent“ wegen „Verbrechen gegen den Frieden“ zu sieben Jahren Zuchthaus verurteilt. Diese saß er ab Mai 1954 im Zuchthaus Brandenburg ab.
Unmittelbar nach dem XX. Parteitag der KPdSU im Frühjahr 1956 wurde Sperling am 8. März 1956 begnadigt, jedoch nicht rehabilitiert und durfte die DDR nicht verlassen. In Briefen an die SED-Führung forderte er vergeblich seine Rehabilitierung sowie die Bestrafung der Verantwortlichen für seine Behandlung. Die KPD stufte die gegen ihn erhobenen Vorwürfe als unzutreffend ein, ohne dies jedoch zu publizieren. Er wurde erst 1990 durch den Parteivorstand der PDS rehabilitiert.

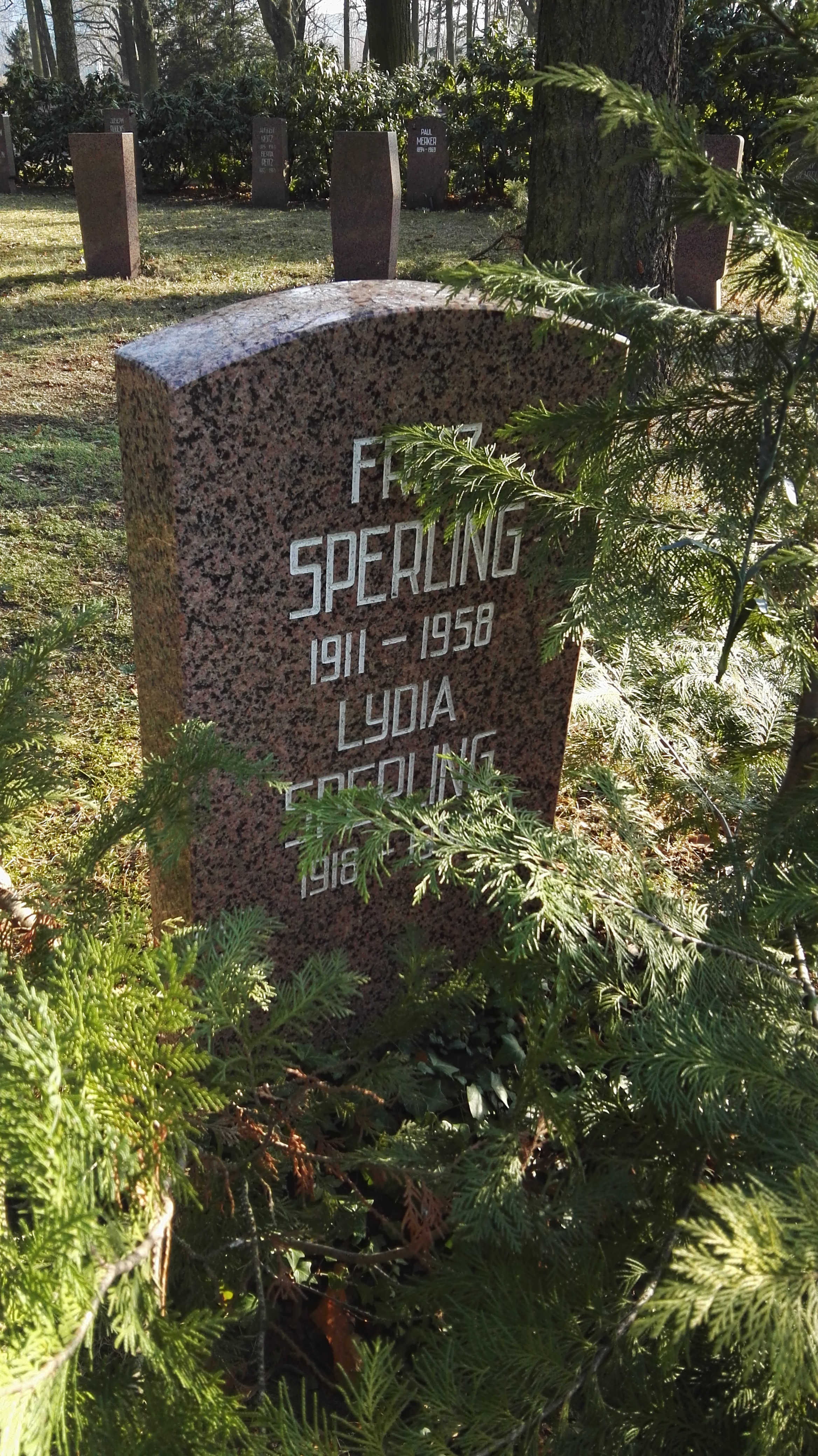
Grabstätte Sperlings und seiner Frau

Zwei Jahre nach seiner Freilassung starb Fritz Sperling im Alter von 46 Jahren an den Folgen seiner Haft. Er wurde in der Gräberanlage „Pergolenweg“ des Zentralfriedhofs Friedrichsfelde beigesetzt.